# 愛子幼稚園
愛子幼稚園（あやしようちえん）は、宮城県仙台市青葉区愛子東にある私立幼稚園。設置者は、学校法人青空学園。

## 概要

### 所在地
- 宮城県仙台市青葉区愛子東6丁目4-15

### 交通アクセス
- 仙台市営バスを利用する場合 - 「愛子幼稚園前」バス停下車
- JR仙山線を利用する場合 - 最寄り駅：愛子駅…徒歩7分

## 沿革
- 1965年（昭和40年）4月18日 - 開園
- 1992年（平成4年） - 新園舎完成
- 2001年（平成13年） - 金銭教育研究指定校として 宮城県知事より委嘱
- 2008年（平成20年）3月 - 増築園舎完成
- 2010年（平成22年）10月 - 第25回全日本私立幼稚園連合会東北地区教員研修大会（宮城大会）公開保育園として宮城県私立幼稚園連合会より委嘱
- 2011年（平成23年）12月 - 東北小学校生活科・総合的な学習教育研究協議会公開授業（幼小交流）参加（仙台市立広瀬小学校にて）
- 2014年（平成26年）
  - 9月2７日 - 創立50周年記念運動会開催
  - 11月29日 - 創立50周年記念式典並祝賀会
- 2017年（平成29年）4月 - 幼保連携モデル事業の協力園として仙台市教育委員会より依頼
- 2019年（平成31年）3月 - 学校法人青空学園設立